# Titus (film)
Pour les articles homonymes, voir Titus.
Pour plus de détails, voir Fiche technique et Distribution.
Titus est un film dramatique italo-américano-britannique réalisé par Julie Taymor, sorti en 1999. Il s'agit d'une adaptation de la tragédie de William Shakespeare Titus Andronicus.

## Synopsis
Peu après la mort de l'empereur romain, dont les deux fils, Saturninus et Bassianus, se disputent la succession. Leur conflit menace de dégénérer violemment, lorsqu'un tribun, Marcus Andronicus, annonce que le choix du peuple s'est porté sur Titus Andronicus, son propre frère et aussi frère de l'empereur, lequel va revenir sous peu à Rome après une campagne militaire de dix ans.
Titus arrive ensuite dans les cris de sa victoire contre les Goths, ramenant avec lui des prisonniers, dont la Reine des Goths, Tamora, les trois fils de celle-ci, et l’amant secret de la reine, Aaron le Maure. Malgré les suppliques de Tamora, Titus sacrifie Alarbus, le fils aîné de la reine, aux dieux, afin de venger la mort à la guerre de ses propres fils. Folle de colère, Tamora et ses deux fils restants - Demetrius et Chiron - jurent de se venger de Titus et de sa famille.
Pendant ce temps, Titus décline la couronne, déclarant qu'il n'est pas apte à régner, mais qu’il soutient la candidature de Saturninus, qui est dûment acclamé. Saturninus déclare que sa première action en tant qu'empereur sera d'épouser la fille de Titus, Lavinia.
Titus accepte, bien que Lavinia soit déjà fiancée à Bassianus, qui refuse de la laisser partir. Les fils de Titus lui disent que Bassianus est dans son droit, selon la loi romaine, mais Titus refuse de les écouter, et les accuse tous d'être des traîtres. Une échauffourée éclate, au cours de laquelle Titus tue son propre fils, Mutius.
Saturninus dénonce alors la famille Andronicus pour leur effronterie et, au grand dam de Titus, épouse Tamora. Tamora met alors en route son plan de vengeance ; elle conseille à Saturninus de pardonner Bassianus et la famille Andronicus, ce qu'il fait à contrecœur.
Le lendemain, au cours d'une chasse royale, Aaron convainc Demetrius et Chiron d'assassiner Bassianus, afin qu'ils puissent abuser de Lavinia. C'est ce qu'ils font, jetant le corps de Bassianus dans une fosse avant d'emmener Lavinia dans les profondeurs de la forêt et de la violer sauvagement. Afin de l'empêcher de dénoncer ses bourreaux, ils lui coupent la langue et les mains.
Pendant ce temps, Aaron fait accuser Martius et Quintus – deux des fils de Titus - pour le meurtre de Bassianus, via une fausse lettre. Horrifié par l'assassinat de son frère, Saturninus fait arrêter les deux fils de Titus et les condamne à mort.
Plus tard, Marcus découvre Lavinia et l'amène à son père. Titus, toujours sous le choc des accusations portées contre ses fils, est submergé de douleur à la vue du corps supplicié de Lavinia. Aaron lui rend alors visite, et lui sort un mensonge selon lequel Saturninus épargnera Martius et Quintus si soit Titus, Marcus, ou Lucius - le dernier fils de Titus - se coupent une main et l'envoient à l'empereur. Titus se fait couper une main par Aaron et l'envoie à l'empereur, mais un messager la lui retourne, avec les têtes de Martius et Quintus.
Décidé à se venger de Saturninus, Titus ordonne à Lucius de fuir Rome et de lever une armée parmi ses anciens ennemis, les Goths.
Plus tard, Lavinia trace les noms de ses agresseurs dans la poussière, en utilisant un bâton tenu dans la bouche et entre ses moignons.
Pendant ce temps, Tamora accouche secrètement d'un enfant métis, dont Aaron est le père. Aaron tue l'infirmière et la sage-femme, puis fuit l'inévitable colère de Saturninus, en emportant le nouveau-né. Aaron est alors capturé par l'armée de Lucius qui marche sur Rome ; Lucius menaçant de pendre l'enfant, Aaron avoue le complot de Tamora.
À Rome, le comportement de Titus fait penser qu'il est devenu fou. Croyant en sa folie, Tamora, Chiron et Demetrius vont le voir, déguisés en Esprits de la Vengeance, du Meurtre, et du Viol. Tamora (déguisée en Esprit de la Vengeance) affirme à Titus qu'elle lui accordera la vengeance sur tous ses ennemis s'il persuade Lucius de retarder son attaque imminente sur Rome. Titus accepte et envoie Marcus inviter Lucius à un banquet de réconciliation. "La Vengeance" offre alors d'inviter l'Empereur et Tamora, et est sur le point de partir lorsque Titus insiste pour que Le Meurtre et le Viol (Chiron et Demetrius) restent avec lui. Une fois Tamora partie, Titus les égorge et recueille leur sang dans un bassin tenu par Lavinia. Titus explique à Lavinia qu'il va "jouer au cuisinier" et réduit les os de Chiron et Demetrius en poudre, et cuit leurs têtes.
Le lendemain, pendant le banquet en sa maison, Titus demande à Saturninus si un père doit tuer sa fille si elle s’est fait violer. Saturninus lui répondant qu’il le doit, Titus tue Lavinia, en racontant le viol à Saturninus. Lorsque l’empereur demande que lui soient amenés Chiron et Demetrius, Titus révèle qu’ils ont été cuits dans le gâteau que Tamora vient de manger. Titus tue alors Tamora, avant d’être tué par Saturninus, qui est ensuite tué par Lucius pour venger la mort de son père.
Lucius est alors proclamé empereur. Il ordonne que Saturninus reçoive des funérailles d’État, que le corps de Tamora soit jeté aux bêtes sauvages hors de la ville, et qu'Aaron soit à moitié enterré et meure de faim et de soif. Toutefois, jusqu’à la fin Aaron ne se repent pas, regrettant seulement de ne pas avoir fait plus de mal dans sa vie.

## Fiche technique
- Titre français et original : Titus
- Réalisation : Julie Taymor
- Scénario : William Shakespeare, Julie Taymor
- Production : Conchita Airoldi
- Musique : Elliot Goldenthal
- Photographie : Luciano Tovoli
- Montage : Françoise Bonnot
- Décors : Dante Ferretti
- Costumes : Milena Canonero
- Pays d'origine :  Italie  États-Unis  Royaume-Uni
- Durée : 162 minutes

## Distribution
- Anthony Hopkins (VF : Bernard Dhéran ; VQ : Vincent Davy) : Titus Andronicus
- Jessica Lange (VF : Véronique Augereau ; VQ : Anne Dorval) : Tamora
- Jonathan Rhys-Meyers (VF : Xavier Béja ; VQ : Alain Zouvi) : Chiron
- Matthew Rhys (VQ : Joël Legendre) : Demetrius
- James Frain (VQ : Daniel Picard) : Bassianus
- Laura Fraser (VQ : Violette Chauveau) : Lavinia
- Harry Lennix (VF : Philippe Dumond ; VQ : Guy Nadon) : Aaron
- Alan Cumming (VF : Éric Legrand ; VQ : Antoine Durand) : Saturninus
- Colm Feore (VF : Bernard Alane ; VQ : Jean-Marie Moncelet) : Marcus Andronicus
- Osheen Jones : Young Lucius
- Angus Macfadyen (VF : Pierre Dourlens ; VQ : Luis de Cespedes) : Lucius
- Kenny Doughty : Quintus
- Blake Ritson (VQ : Michel M. Lapointe) : Mutius
- Colin Wells (en) (VQ : Martin Watier) : Martius

 Source et légende : version québécoise (VQ) sur Doublage.qc.ca

## Accueil

### Accueil critique
Le film a reçu un accueil critique mitigé. Le site Allociné lui attribue une note de 3,2/5 pour 14 critiques de presse. Il obtient également la note de 2,9/5 pour 95 notes de spectateurs. Il obtient une note de 7,2/10 pour 18 631 votes sur le site IMDb.

### Box-Office
Le film a eu un succès assez limité sur le plan des entrées. Aux États-Unis, il réalise une recette totale de 2 007 290 $. En France, il fait seulement 4 550 entrées.

## Nominations
Le film a reçu deux nominations . 
- Milena Canonero a été nommé pour l'Oscar des Meilleurs costumes en 2000.
- Julie Taymor, la réalisatrice, a été nommé dans la catégorie "Premières - Hors compétition" du Festival du film américain de Deauville.